# Frederick Steep
Frederick William "Fred" Steep (St. Catharines, Ontario, 20 de desembre de 1874 - Guelph, Ontario, 14 de setembre de 1956) va ser un futbolista canadenc que va competir a primers del segle xx. El 1904 va prendre part en els Jocs Olímpics de Saint Louis, on guanyà la medalla d'or en la competició de futbol com a membre del Galt F.C., que representava el Canadà.